# Georg Stadtmüller
Georg Stadtmüller (* 17. März 1909 in Bürstadt; † 1. November 1985 in München) war ein deutscher Historiker und Byzantinist. Er war Professor an der Universität Leipzig und der Ludwig-Maximilians-Universität München.

## Leben und Wirken
Georg Stadtmüller war katholischer Herkunft. Sein Vater war Bahnaufseher bei der Deutschen Reichsbahn. Er besuchte von 1918 bis 1927 das Alte Kurfürstliche Gymnasium Bensheim. Von 1927 bis 1931 studierte Stadtmüller klassische und orientalische Philologie sowie Geschichte an den Universitäten Freiburg und München. 1931 folgte das Staatsexamen. Ein Jahr später wurde er in München bei Franz Dölger mit einer Arbeit über Michael Choniates zum Dr. phil. promoviert. Danach war er an der Bayerischen Staatsbibliothek in München tätig und absolvierte das Studienreferendar- und das Bibliotheksassessorexamen. 1934 war er bei Hermann Aubin Assistent in Breslau. Dort erfolgte 1936 auch seine Habilitation für byzantinische und südosteuropäische Geschichte mit einer Arbeit über die albanische Frühgeschichte.
Von 1935 bis 1938 war er Bibliotheksleiter am Breslauer Osteuropa-Institut und ab 1937 Privatdozent an der Universität Breslau. 1938 wurde er außerordentlicher Professor für Geschichte und Kultur Südosteuropas an der Universität Leipzig und Vizepräsident des Südosteuropa-Instituts. In Leipzig gründete er die Leipziger Vierteljahresschrift für Südosteuropa, die er dann herausgab. Von 1934 bis 1944 erschienen von Stadtmüller vier Bücher und 49 Aufsätze. Sie sind nahezu frei von Zugeständnissen an die NS-Ideologie.
Stadtmüller war Mitglied des Stahlhelms, der SA, der NSV, des NSLB und wurde Mitglied der NSDAP. Seit 1941 galt er als politisch unzuverlässig. Er verlor deshalb seine Ämter 1943 und war von Juni 1943 bis zum Ende des Krieges als persönlicher Dolmetscher für Neugriechisch und Italienisch von General der Flieger Hellmuth Felmy im Stabe des LXVIII. Armeekorps der Wehrmacht in Südgriechenland tätig. 1945 geriet er als Obergefreiter zunächst in britische Kriegsgefangenschaft. Von Juni 1945 bis Januar 1946 wurde er im amerikanischen Internierungslager Ludwigsburg festgehalten.
Er war anschließend Lehrer für Geschichte und Latein. 1947 war Stadtmüller Berater der Verteidigung bei den Nürnberger Prozess gegen die Südostgeneräle. 1950 wurde er Honorarprofessor für Vergleichende Geschichtsbetrachtung an der Universität München und 1954 dort außerordentlicher Professor. Von 1958 bis zu seiner Emeritierung 1974 lehrte er als ordentlicher Professor für Geschichte Ost- und Südosteuropas an der Universität München. Stadtmüller war von 1960 bis 1963 als Nachfolger von Hans Koch Direktor des Münchener Osteuropa Instituts. Anschließend begründete er das Albanien-Institut und leitete es bis 1976. Von 1968 bis 1979 war er Leiter des seit 1962 bestehenden Ungarischen Instituts München. Von 1971 bis 1972 war Stadtmüller zudem Rektor der Hochschule für Politik München. Stadtmüller gründete 1950 die Vierteljahreszeitschrift Saeculum. Außerdem begründete er 1969 das Ungarn-Jahrbuch, die Studia Hungarica und die Albanischen Forschungen. Von 1960 bis 1965 war er Herausgeber der Jahrbücher für Geschichte Osteuropas. 1974 wurde Stadtmüller emeritiert. Als akademischer Lehrer betreute er unter anderem sieben Habilitationen. Akademische Schüler Stadtmüllers sind Peter Bartl, Horst Glassl, Gerhard Grimm, Edgar Hösch und Ekkehard Völkl. Seine Forschungsschwerpunkte bildeten die Geschichte Südosteuropas und Osteuropas.
Stadtmüller engagierte sich nach dem Zweiten Weltkrieg politisch in der rechtskonservativen Abendländischen Aktion und der Abendländischen Akademie. Von 1957 bis 1965 war er Mitglied des Landesvorstands der CSU. Ab 1966 war er Vorsitzender der Deutschland-Stiftung, trat aber nach Differenzen mit dem Geschäftsführer Kurt Ziesel 1968 von seinem Amt zurück. Stadtmüller war 1981 einer der Unterzeichner des Heidelberger Manifests.
Durch Stadtmüllers erstmals 1942 veröffentlichter Arbeit Forschungen zur albanischen Frühgeschichte setzte sich allmählich die Ansicht durch, dass das „albanische Volk aus einem altbalkanischen Volksrelikt inmitten der allgemeinen Romanisierung in spätantiker Zeit entstanden ist“. Diese Sichtweise wurde 1994 durch Gottfried Schramms Arbeit über die Anfänge des albanischen Christentums wieder bestritten. Für seine Forschungen wurden Stadtmüller zahlreiche wissenschaftliche Ehrungen und Mitgliedschaften zugesprochen. Stadtmüller wurde 1939 in den Südost-Ausschuss der Deutschen Akademie in München berufen. Die Zeitschrift Saeculum widmete ihrem Begründer 1969 zum 60. Geburtstag ihren 20. Band. 1973 wurde er außerordentliches Mitglied der Historischen Sektion der Bayerischen Benediktinerakademie, 1973 erhielt er den Bayerischen Verdienstorden und 1976 das Bundesverdienstkreuz 1. Klasse. Stadtmüller erhielt 1979 die juristische Ehrendoktorwürde von der Ukrainischen Freien Universität München.
Er war verheiratet und hatte zwei Söhne und eine Tochter; zuletzt lebte er in Iggstetten, einem Gemeindeteil von Markt Winzer, im Landkreis Deggendorf. Nach seinem Tod wurde er auf dem Friedhof der Benediktinerabtei Niederaltaich beigesetzt. Sein Nachlass befindet sich in der Bayerischen Staatsbibliothek und im Universitätsarchiv der LMU München.

## Schriften (Auswahl)
- Michael Choniates, Metropolit von Athen (ca. 1138–ca. 1222) (= Orientalia christiana. Band 91). Rom 1934.
- Geschichte Südosteuropas. 2. Auflage, durch ein Vorwort und Literaturergänzung erweitert, im Übrigen unveränderter Nachdruck der 1. Auflage von 1950. Oldenbourg, München 1976, ISBN 3-486-46342-X.
- Europa auf dem Wege zur grossen Kirchenspaltung 1054 (= Institut für europäische Geschichte Mainz. Band 29). Steiner, Wiesbaden 1960
- Forschungen zur albanischen Frühgeschichte (= Albanische Forschungen. Band 2). 2., erweiterte Auflage, Harrassowitz, Wiesbaden 1966.
- Geschichte der habsburgischen Macht. (= Kohlhammer-Urban-Taschenbücher. Band 91). Kohlhammer, Stuttgart 1966.
- mit Bonifaz Pfister: Geschichte der Abtei Niederaltaich 741–1971. Winfried-Werk u. a., Augsburg u. a. 1971.